# Ethmia soljanikovi
Ethmia soljanikovi is een vlinder uit de familie van de grasmineermotten (Elachistidae). De wetenschappelijke naam van de soort is voor het eerst geldig gepubliceerd in 1975 door Danilevsky & Zagulajev.